# 英格丽德·维尔姆
英格丽德·维尔姆（英語：Ingrid Wilm，1998年6月8日—），加拿大女子游泳运动员，2022年世界游泳锦标赛女子4×100米混合泳接力铜牌得主、2022年世界短池游泳锦标赛女子100米仰泳、女子4×100米混合泳接力和混合4×50米混合泳接力铜牌得主。